# Clavularia koellikeri
Clavularia koellikeri is een zachte koraalsoort uit de familie Clavulariidae. De koraalsoort komt uit het geslacht Clavularia. Clavularia koellikeri werd in 1927 voor het eerst wetenschappelijk beschreven door Dean. 